# Leptocera varicornis
Leptocera varicornis är en tvåvingeart som först beskrevs av Gabriel Strobl 1900.  Leptocera varicornis ingår i släktet Leptocera och familjen hoppflugor. Inga underarter finns listade i Catalogue of Life.